# Eureka Tower

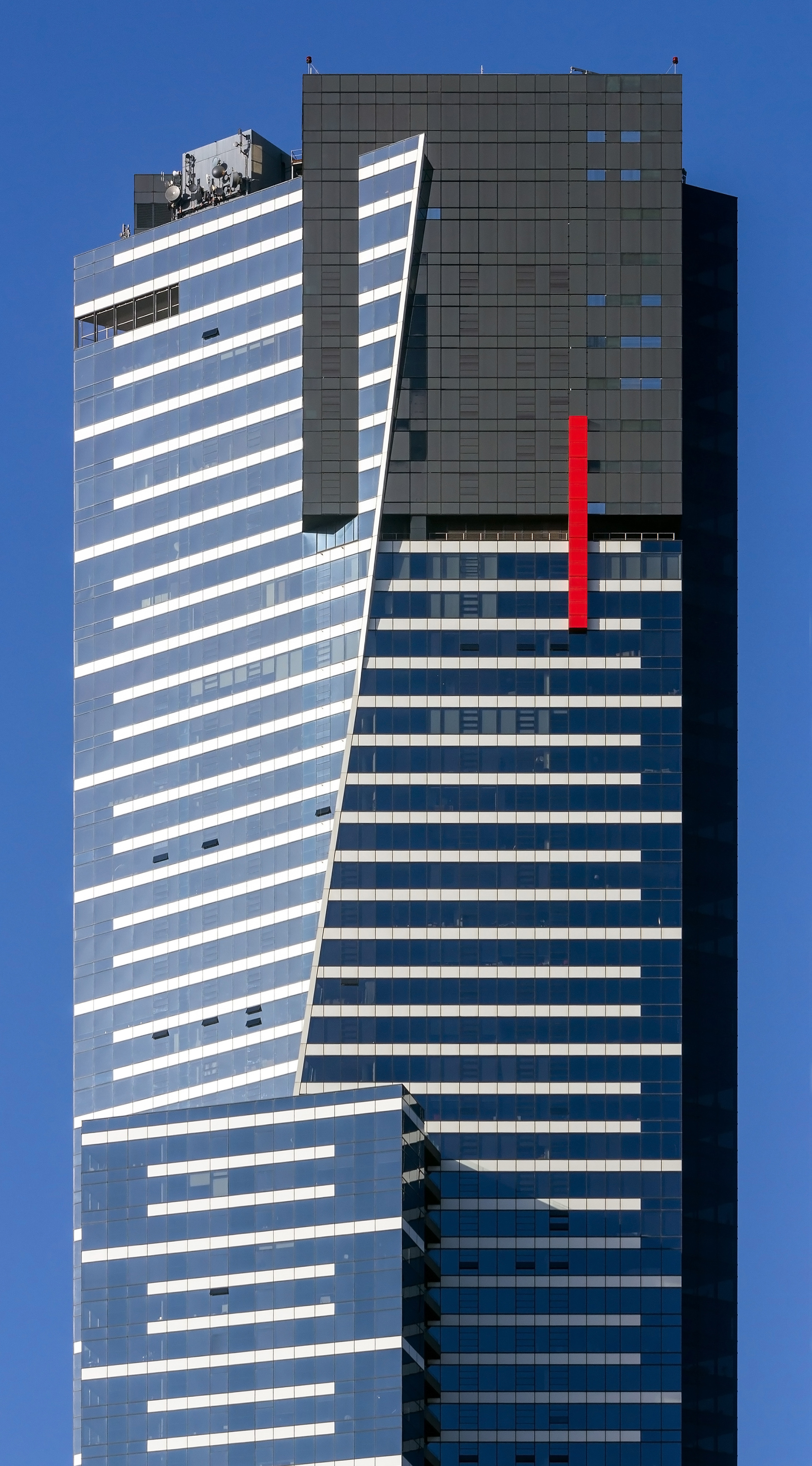
Le sommet de la tour. Octobre 2017.

L'Eureka Tower (en français : tour Eurêka) est un gratte-ciel situé à Melbourne, en Australie.

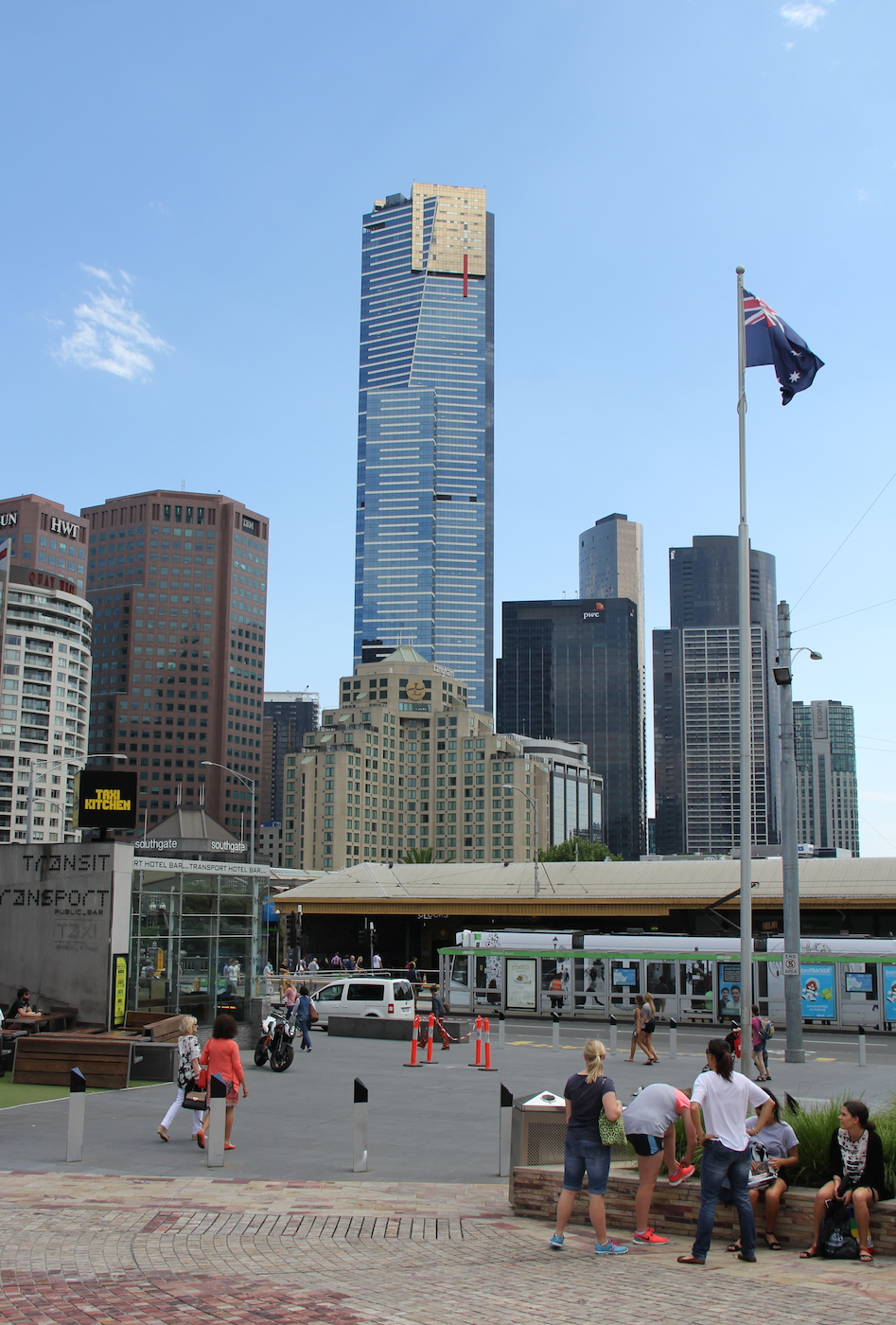
La tour Eureka, vue depuis la place de la Fédération en 2014

Il est le plus haut gratte-ciel résidentiel d'Australie avec 297,3 mètres de haut, si l'on ne prend pas en compte la Q1 Tower, qui mesure 323 m de haut mais dont la hauteur du dernier étage ne se situe qu'à 240 mètres.
Commencée en août 2002, sa construction a été achevée le 1er juin 2006 pour ouvrir officiellement le 11 octobre 2006.
Par vent fort, le sommet de la tour peut avoir une inclinaison allant jusqu'à 60 cm. Afin de prévenir un déplacement latéral excessif, deux réservoirs de 300 m3 d'eau ont été placés aux 90e et 91e étages.
Son nom est inspiré de la Ruée vers l'or au Victoria qui a fait la fortune de la ville dans les années 1850. Cet épisode historique est également symbolisé par une section de panneaux dorés 24 carats dans les dix derniers étages de la tour et un groupe d'abeilles dorées ornant la terrasse au-dessus du portail principal. Une bande rouge verticale rappelle le sang versé lors de la révolte des chercheurs d'or contre le gouvernement. Les lignes blanches horizontales évoquent les repères sur un outil d'arpentage.
L'étage 88 sert entièrement de point d'observation (Skydeck 88) et permet d'admirer la ville à 285 mètres de hauteur. L'accès est payant.

## Galerie

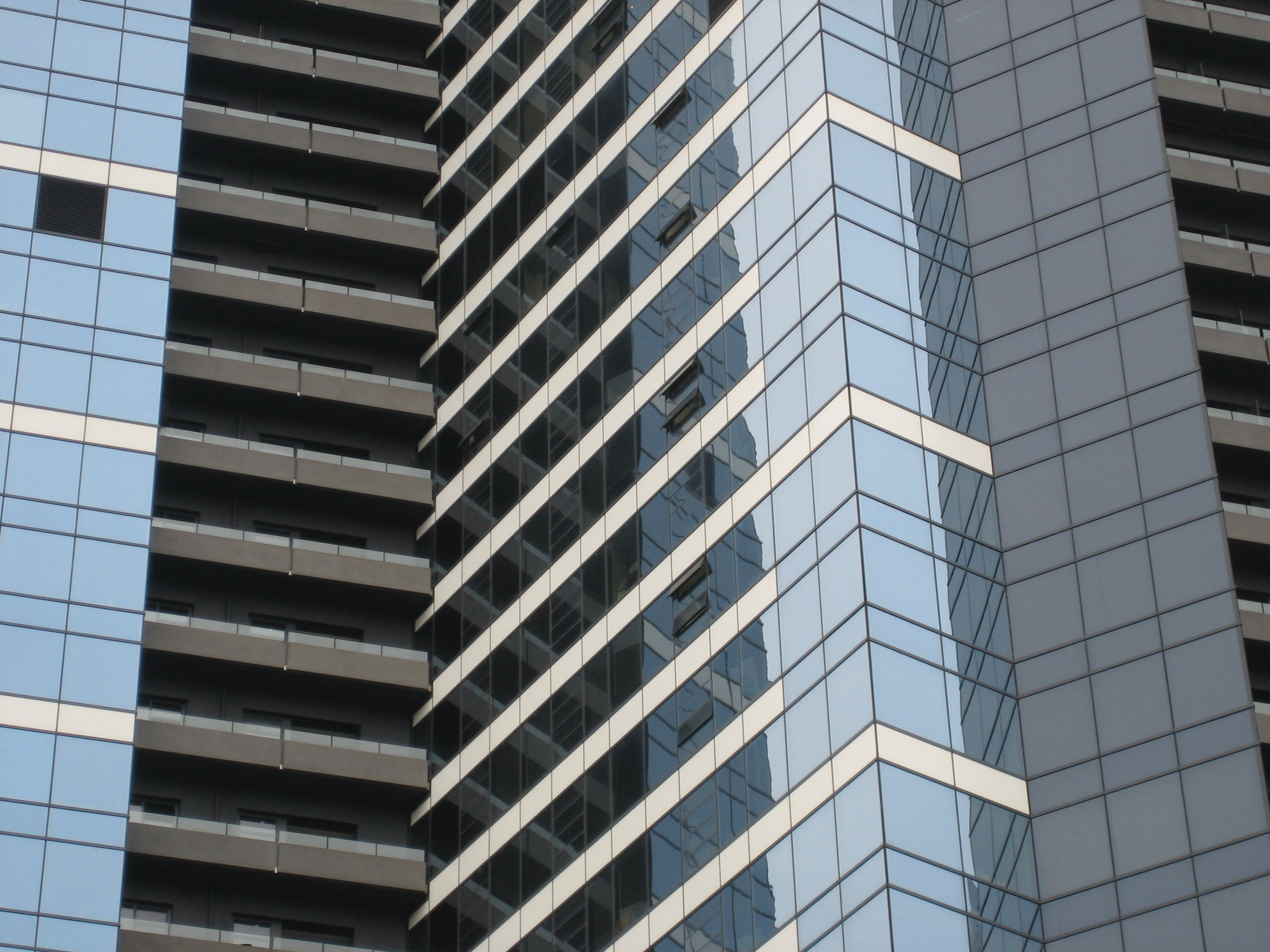
Détail de la Eureka Tower
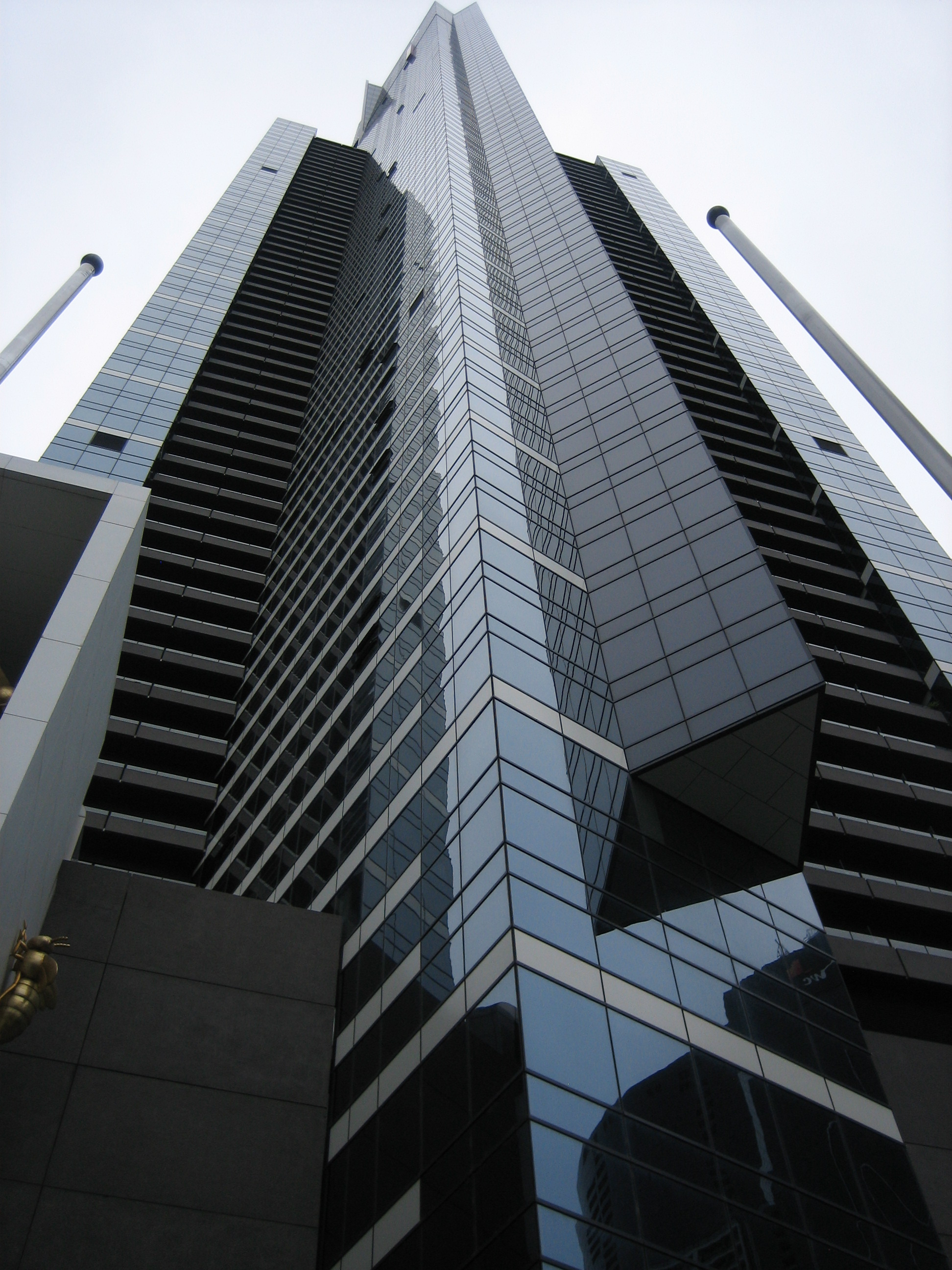
Les formes de la Tour Eureka
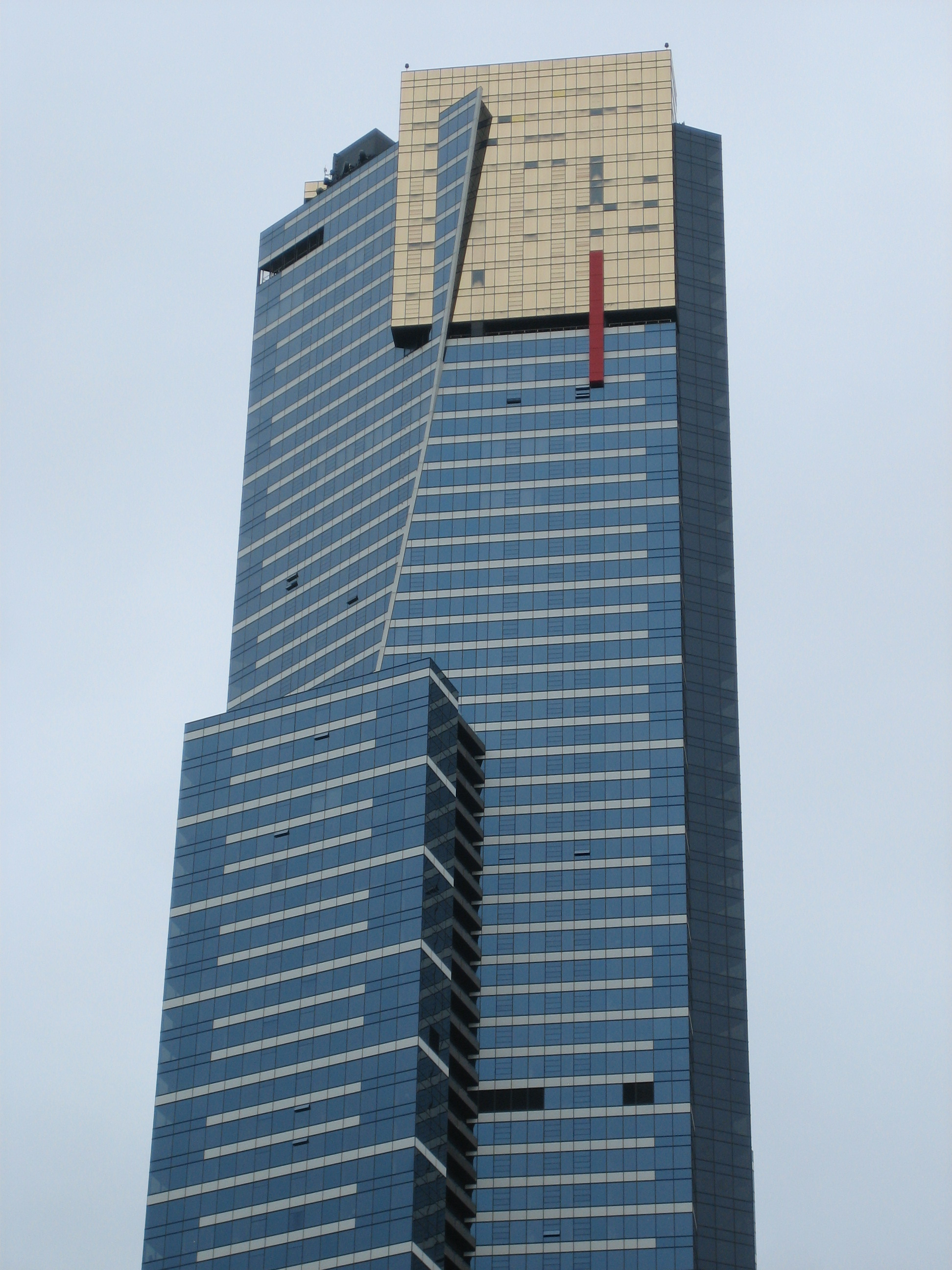
Le sommet de la Tour Eureka
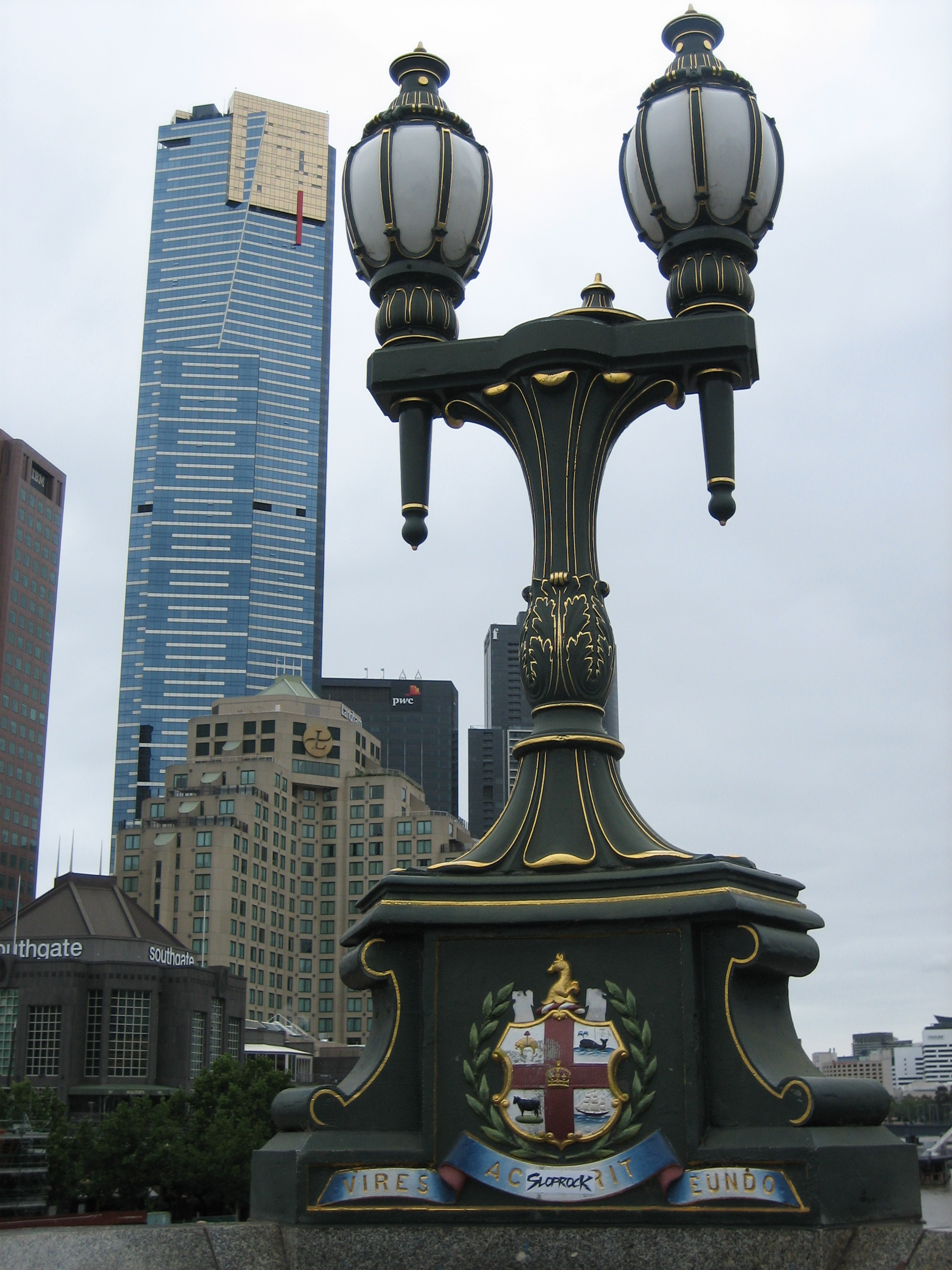
La Tour Eureka depuis le Pont Princess